# Authezat
Authezat ist eine französische Gemeinde mit 661 Einwohnern (Stand: 1. Januar 2022) im Département Puy-de-Dôme in der Region Auvergne-Rhône-Alpes. Sie gehört zum Arrondissement  Clermont-Ferrand und zum Kanton Les Martres-de-Veyre (bis 2015: Kanton Veyre-Monton).

## Weblinks

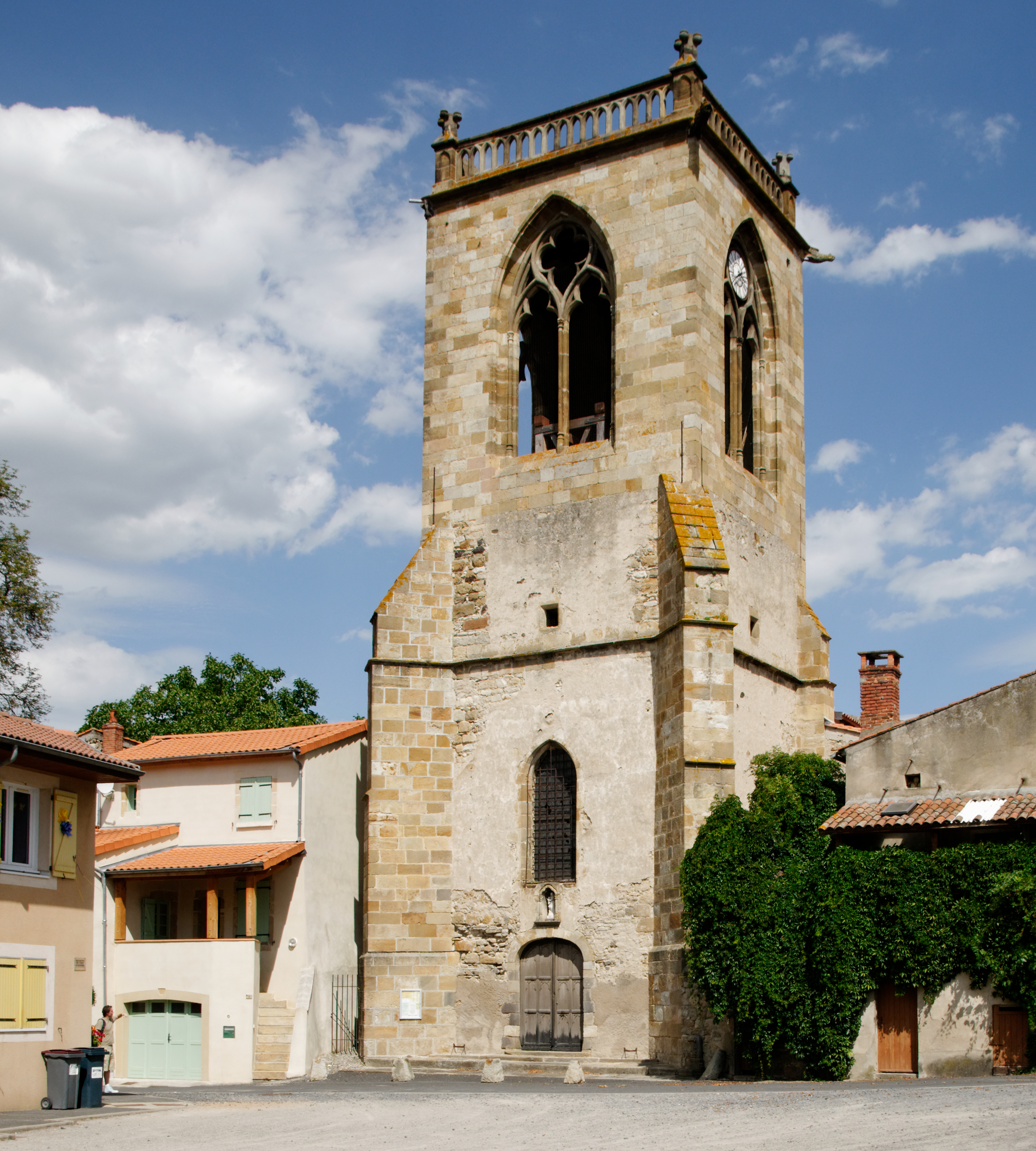
Kirche Notre-Dame

## Geographie
Authezat liegt etwa 18 Kilometer südsüdöstlich von Clermont-Ferrand. Der Allier begrenzt die Gemeinde im Osten. Umgeben wird Authezat von den Nachbargemeinden Corent im Norden, Vic-le-Comte im Osten, Montpeyroux im Süden und Südosten, Plauzat im Südwesten sowie La Sauvetat im Westen. 
Durch die Gemeinde führt die Autoroute A75. Die Gemeinde gehört zum Weinbaugebiet der Côtes d’Auvergne. 

## Geschichte
Bis 1872 bildeten die heute eigenständigen Gemeinden Authezat und La Sauvetat die Gemeinde Authezat-la-Sauvetat.

## Bevölkerungsentwicklung
| Jahr                       | 1962 | 1968 | 1975 | 1982 | 1990 | 1999 | 2006 | 2018 |
| Einwohner                  | 284  | 316  | 320  | 366  | 490  | 499  | 578  | 684  |
| Quellen: Cassini und INSEE |      |      |      |      |      |      |      |      |

## Sehenswürdigkeiten
- Kirche Notre-Dame aus dem 14. Jahrhundert, seit 1980 Monument historique